# 夏洛特黃蜂
夏洛特黃蜂（英語：Charlotte Hornets,縮寫：CHA），是一支位於美國北卡羅來納州夏洛特的NBA籃球隊，分屬於東區的東南組，主場為光譜中心。原先的夏洛特黃蜂成立於1988年，於2002年遷至紐奧良，改名為紐奧良黃蜂。2004年，聯盟於夏洛特成立一支新球隊：夏洛特山貓（Charlotte Bobcats）。2013年，紐奧良黃蜂改名紐奧良鵜鶘，願將黃蜂隊隊名與原夏洛特黃蜂在1988年至2002年的球季記錄，回歸至夏洛特。2014年，山貓隊正式更名為夏洛特黃蜂，並接收球季記錄，自2014-15年賽季起以新隊名出賽。

## 歷史

### 夏洛特黃蜂（1988年-2002年）

#### 1988-92年賽季：初創時期
1988年，夏洛特黃蜂隊創立，最初4季成績皆勝少敗多，無緣入季後賽。

#### 1992-95年賽季：鐵三角時期
經歷了最初四季的沉悶，在1991和1992年，黃蜂隊幸運地在選秀中連續得到拉里·約翰遜、阿朗佐·莫寧，這兩名明星級球員與馬格西·博格斯組成黃蜂隊的鐵三角，帶領球隊在隊史的第五個賽季：1992-93年賽季，就闖入季後賽。球隊在1994-95年賽季，取得50勝佳績，再次闖入季後賽。
1995年，夏洛特黃蜂隊將阿朗佐·莫寧、勒朗·艾利斯和皮特·梅耶斯送往邁阿密熱火，以換取格倫·萊斯與馬特·蓋格、Khalid Reeves及一個1996年第一輪選秀權。

#### 1995-99年賽季：格倫·萊斯時期
萊斯在黃蜂隊的第一年，便以21.6分成為隊上得分王，並在當年得分榜排第12位。此外，萊斯多項數據表現突出，包括創下連續32場均投入至少一個三分球的隊史紀錄。由於這季的傑出表現，讓他入選職業生涯中的第一次明星賽。
1996年，是萊斯職業生涯的第一個高峰，這年他以26.8分的成績，位列得分榜第三，排名僅次於麥可·喬丹及卡爾·馬龍之後，並且以47%的命中率領先三分球射手榜。靠著這優秀成績，萊斯第二次入選明星賽，並且創下明星賽史上紀錄：第三節取得20分及下半場取得24分，順理成章得到生涯第二個個人獎項：明星賽最有價值球員。他曾連續5場取得30分或以上，創下另一個隊史紀錄。萊斯率領球隊以當時隊史最佳成績54勝28負闖入季後賽，可惜於第一輪以0勝3負被纽约尼克斯淘汰。
1996-97賽季，黃蜂隊創造了54勝28負的球隊歷史最佳戰績。全明星賽的最有價值球員格倫·萊斯平均每場26.8分的成績名列全聯盟第三。1997年，萊斯繼續成為球隊得分王，並三度入選明星賽。同年率領球隊在季後賽第一輪擊退亞特蘭大老鷹隊，卻第二輪遭芝加哥公牛隊淘汰。
萊斯在夏洛特黃蜂隊的三年裡，達到了個人職業生涯的第一個高峰，尤其是取得明星賽的最有價值球員獎最令人稱羨。而且亦是黃蜂隊中的頭號得分王，彌補了原先隊上重要人物阿朗佐·莫寧和拉里·約翰遜離隊所造成的缺口。
1998-99年賽季，為期四個月的休賽期大約佔了整個賽季的一半之後，黃蜂隊開始了自己的賽季，因為安東尼·梅森在整個賽季開始前幾天的練習中都遭受了二頭肌的傷害，因此錯失了整個賽季。
主將萊斯還因肘部受傷而出局，之後被要求進行交易到洛杉磯湖人。 黃蜂隊在前九場比賽中輸掉了八場，苦苦掙扎，導致主教練戴夫·考恩斯（Dave Cowens）被保羅·西拉斯（Paul Silas）取代，賽季初打出令人失望的4-11。

#### 1999-2002年賽季：拜倫·戴維斯時期
在1999-2000賽季，Bobby Phills因車禍事故意外身亡，這可以說是黃蜂隊經歷的最困難的時期。雖然懷著巨大的悲痛，但是黃蜂隊卻奇蹟般地在例行賽最後的16場比賽中贏得14場，最終進入季後賽。
進入21世紀之後，黃蜂隊表現超乎想像，在2001年他們只差一步就打入了東部聯盟決賽。2001-02賽季，拜倫·戴維斯成為球隊的核心。由於他的出色表現，戴維斯不但入選了2002年東部聯盟的全明星賽陣容，而且還帶領著黃蜂殺入季後賽。黃蜂在季後賽第一輪3比1擊敗魔術，戴維斯在該輪第三和第四場比賽連續打出三雙，使他成為NBA歷史上第五位在季後賽中連續打出三雙的球員。這個成績只有魔術強森、張伯倫等超級巨星才能做到。不過在季後賽第二輪，黃蜂隊1比4被賈森·基德率領的紐澤西籃網隊淘汰。

### 2002年夏洛特黃蜂搬遷至紐奧良

#### 夏洛特黃蜂搬遷
2002年，主場遷移至新奧爾良，球隊改名為新奧爾良黃蜂。
尽管全资在市区以外地带建设一个新球馆的计划在投票中没有被通过，夏洛特的官员还是决议通过了一项增加夏洛特旅馆和休闲业税收的计划，为新球馆提供资金。黄蜂队的老板喬治·辛恩（George Shinn）就曾经希望夏洛特市能出资兴建新球馆，在没能成功之后才决定将黄蜂队搬到新奥尔良去。

#### 紐奧良黃蜂創立
除了管理人Bob Bass與教練Paul Silas外，夏洛特黃蜂（2001年-2002年）陣容15名球員中有12名球員跟隨球隊到紐奧良，創立紐奧良黃蜂，此陣容為紐奧良黃蜂（2002年-2003年）第一年的陣容。關於紐奧良黃蜂之後的發展，請參閱紐奧良黃蜂。

### 夏洛特山貓（2004年-2014年）
當夏洛特黄蜂隊在2002-03赛季將主場搬遷至新奥尔良之後，NBA聯盟准許夏洛特地區建立一支新的球隊。包括波士頓塞爾提克隊前明星球員拉里·伯得領導的財團在内的很多集團都展開了競爭。最终的勝者是黑人娱乐电视台的創立者羅伯特·L·約翰遜。約翰遜於2010年將其持有的股份轉讓與麥可·喬丹，成為新的班主，並和著名饒舌音樂歌手耐利共同擁有這支球隊。
球隊建立前的名字選擇也經過一個競爭階段。當時備選的名字還有夏洛特龍隊和夏洛特飛禽隊（這個名字已經在公開投票中名列前茅）。但是最终老闆約翰遜還是決定以自己最喜歡的「山貓」作為名字。山貓是北卡羅來納的夏洛特-梅克倫堡地區的動物之一，同時北卡羅來納州有一支NFL隊伍名叫卡羅來納黑豹，於是約翰遜综合以上兩個原因，决定採用同為貓科動物的山貓作為名稱。另外一個廣為流傳的原因是球隊擁有者的名字中帶有“BOB”，於是採用“BOBCAT（山貓）”作為球隊名稱。
由于山猫队的加入，联盟球队总数增加到30支，于是联盟将所有球队划分为6个分区，东西部联盟各三个分区，也將原先的新奥尔良黄蜂队从东部联盟改划入西部联盟。

#### 2004-05年賽季：山貓建队初期时代 球队走上篮球之路的起步
2004年6月22日，山猫队进行了球队的擴張選秀，选择了诸如普雷德拉格·德罗布尼亚克这样效力联盟多年的老将，以及萨克拉门托国王队前锋傑拉德·華勒斯（Gerald Wallace）这样充满天赋的年轻人。他们还和洛杉矶快船队完成交易，得到了2004年的首轮第二号选秀权，选中了率领康涅狄格大学夺得NCAA冠军的中锋艾美卡·歐卡佛，之後歐卡佛也拿到了2005年的NBA最佳新秀奖，是夏洛特山猫队第一个核心。
11月4日，山猫队进行了隊史的首场比赛，結果於主场以118比98贏了华盛顿奇才队，普里莫茲·布雷澤克为球队拿下队史的前两分；比赛是在夏洛特體育館进行的，这是舊黄蜂队在夏洛特时的主场。

#### 2009-10年賽季：山猫全队大升级 队史首次杀入季后赛
2009年选秀大会上，山猫队用第12号选秀权选中了来自杜克大学的傑拉德·韓德森，此外还选中了来自泽维尔大学的德瑞克·布朗。
原本就不被看好的山貓前9場比賽只有3勝6敗，這時，金州勇士的斯蒂芬·傑克遜和球隊鬧翻，勇士隨即將其交易至山貓，雖然交易剛完成時隨即又吞下三連敗，加上交易前的四連敗合計苦吞七連敗，但情況開始轉變，斯蒂芬·傑克遜和傑拉德·華勒斯逐漸地成為山貓隊中兩個最重要的攻守環節，再加上雷蒙德·費爾頓的控球以及伯利斯·迪奧的全能表現，讓山貓各拉出一波6連勝和5連勝，甚至一度有著10戰中拿下9勝的高水準表現，山貓變成了一隻攻守相當均衡的球隊，斯蒂芬·傑克遜有著平均21.1分的攻擊火力，傑拉德·華勒斯18.2分10.0籃板1.5抄截1.1阻攻的表現，更讓他成為山貓隊史第一個進明星賽的球員，山貓出乎意料的以44勝38敗東區第七的成績打進隊史第一次季後賽，儘管被奧蘭多魔術4比0橫掃，但以讓人開始期待山貓隊日後的發展。此外，籃球之神麥可·喬丹在季中成為了山貓老闆。

#### 2010-11年賽季：领袖華勒斯走了 又一次无缘季后赛
2010年选秀大会上年，由于上个赛季为了杀入季後賽，牺牲掉了所有的选秀权，所以山猫没有可以用的选秀权来选秀。到了2月25日，山猫和开拓者完成了交易，用傑拉德·華勒斯换得了中锋約爾·普尔兹比拉（Joel Przybilla）、前锋丹特·康寧漢姆以及两个首轮选秀权。正因为领袖華勒斯的离开，导致球隊賽季最后的为成绩34胜48负，排名东部联盟第十无缘季后赛。

#### 2011-12年賽季：新山猫时代 却是最失败的一年
球季開始前山貓隊以第一輪第9順位選中肯巴·沃克，他也不負眾望成為球隊基石。
然而山貓在本球季最後一場比賽以84：104比數輸給纽约尼克斯，不但繳出了NBA連敗史上排行第三的23連敗成績，同時也確定2011-12年賽季的山貓以7勝59敗、勝率1成06取代1972-73年賽季的費城76人隊9勝73敗、勝率1成10，創下NBA史上例行賽最低勝率的聯盟紀錄；而山貓隊老闆正是麥可·喬丹，當初他以球員身份率領芝加哥公牛隊在1995-96年賽季以72勝10敗的佳績創下當時NBA史上單季勝率最高的紀錄，然而此時他旗下的山貓卻創下NBA史上單季勝率最差的紀錄，喬丹不得不親上火線接受訪問，澄清外界對他的質疑。此外，还有一个坏消息是西部倒数第一的新奥尔良黄蜂队得到2012年狀元籤，而山猫队只能得到榜眼作收。

#### 2012-13年賽季：喬丹计划开始更名黄蜂队 成绩只有九年前的水准
在球季開始後不久，就傳出夏洛特山貓隊的老闆麥可·喬丹，想買回改制前的夏洛特隊名：黃蜂，而目前掌有此隊名的是湯姆·班森，為紐奧良黃蜂隊現任老闆；此謠言也被兩隊老闆承認，表明現在正處於談判階段，一切還是未知數。2013年1月，班森很快地敲定了新隊名的方案，並通過了聯盟的批准，紐奧良黃蜂在未來將改名成為紐奧良鵜鶘（New Orleans Pelicans），夏洛特山貓隊在未來也將把離開夏洛特10餘年的「黃蜂」這個隊名，重新回歸夏洛特，取代「山貓」。
赛季开始时的第一场常规赛，步行者的前山猫队后卫D·J·奧古斯丁在关键时刻失误，山猫終場以90比89险胜步行者，结束了上赛季的23连败。接下来由于選秀榜眼麥可·基德－吉爾克里斯特（Michael Kidd-Gilchrist）以及多位主力的受伤，令山猫打得越来越差了。可到了赛季结束的时候，由于奧蘭多魔術已经3连败，山猫在关键时刻，用一波3连胜结束了常规赛，差一点又像上赛季一样排名东部倒数第一。排名东部第14名，无缘季后赛。自从華勒斯离开之后，连续3年无缘季后赛。

#### 2013-14年賽季：建队十周年纪念 再见了夏洛特山猫
2014年，是夏洛特山猫队建队十周年纪念，也是山猫队更名黄蜂队之前最后一个赛季。2013年选秀大会上，利用更名之前最后一个选秀权，选中了来自印第安纳大学的科迪·澤勒。夏季休赛期，山猫队开除了表现不好的教练麥可·邓兰普（Mike Dunlap）。邀请了前湖人队助教史蒂夫·克利福德作为新赛季的總教练，解决了多年的防守问题。还签下了前灰狼老大艾爾·傑佛森（Al Jefferson），成为了继傑拉德·華勒斯之后，又一位山猫队领袖。此外，也从亞特蘭大老鷹隊签下三分好手安東尼·托利弗（Anthony Tolliver）。赛季常规赛刚开始，由于山猫队主教练克里福德因为伤病要接受心脏手术之后需休养，再加上队长傑佛森已经因伤缺阵了多场比赛。所以打得并不是很轻松。但是到了赛季后期，山猫队主教练克里福德复出之后，已经找到了赢球的感觉。再加上队长杰弗森的归来，开始发挥了曾经在灰狼队的领袖作用，让山猫队各拉出两波4連勝。艾尔·杰弗森由于在三月份的比赛中有很好的表现，被评为三月份东部最佳球员，成为了山猫队队史首位月最佳球员。
到了交易截止日，山猫与密爾瓦基公鹿完成了更名黄蜂队之前最后一笔交易。山猫送出表现不好的拉蒙·塞申斯和傑夫·阿德里恩送到公鹿，得到2003年白金一代后卫盧克·瑞德諾和前马刺队亚军后卫蓋瑞·尼爾（Gary Neal），也签下了cba旧将D·J·懷特（D.J. White）。到了四月份，在队长杰弗森的帶領下，打出了8胜1负的最佳战绩并且再拉出一波5連勝，不仅完成了赛季首次对克里夫蘭騎士隊的横扫，此一战后也正式锁定了季后赛；虽然五连胜被波士頓塞爾提克隊终结，无缘队史最长连胜，但是球隊在赛季的最後三場常规赛中取得三連勝，以連勝之姿結束了更名回黃蜂隊之前的最後一個賽季。
賽季成績以43胜39负排名東部聯盟第七名，尽管仅次于2009—10赛季的44胜38负，不过由于亞特蘭大老鷹隊和奧蘭多魔術隊的东南赛区成绩比较差，所以排名东南赛区第3名也创下了新高。自2010年季后赛之后，再一次进入季后赛。但由于队长傑佛森开赛前，再一次受到伤病，被医生诊断为足底筋膜炎。最终首轮以0：4惨败给迈阿密热火队，更名之前也没能在季后赛赢下一场胜利，建队十年来，季后赛总成绩为0胜8负。
2013年4月，紐奧良黃蜂改名紐奧良鵜鶘，願將黃蜂隊隊名與原夏洛特黃蜂在1988年至2002年的球季記錄，回歸至夏洛特。山猫老闆麥可·喬丹向聯盟爭取球隊改名黃蜂。即將接任大卫·斯特恩聯盟總裁一職的蕭華曾兩次公開表示，支持山貓隊的更名請求。5月21日，麥可·喬丹正式宣布，球隊將更名為夏洛特黄蜂，自2014-15年賽季起將以新隊名出賽，而聯盟官方已接受球隊更名申請，尚待聯盟理事會投票表決。山貓隊將需要聯盟中超過半數以上的球隊同意，申請才可通過。7月18日，NBA理事會無異議地通過球隊更名申請，新隊名將於2013-14年賽季結束後生效。球隊的更名預計花費400萬美元，包含新球季的球衣設計、主場佈置與球隊商品，將全部換新。
2014年5月20日，球隊正式更名為夏洛特黃蜂，並接收原夏洛特黃蜂在1988年至2002年的球季記錄，山貓隊隊名走入歷史。

### 夏洛特黃蜂（2014年-至今）

#### 2014-15年賽季：黃蜂隊更名後的第一季 依舊無緣季後賽
此季33勝49敗無緣晉級季後賽。

#### 2015-16年賽季：功敗垂成
2015年黃蜂簽下林書豪，擔任第六人位置。另外，原本效力於波特蘭拓荒者的尼古拉·巴通姆在球季結束後，選擇來到夏洛特擔任先發球員。
2015年10月3日，在出戰魔術的熱身賽中，迈克尔·基德-吉尔克里斯特右肩受傷。雖然成功歸隊，但本季只出賽7場，就因右肩傷勢整季泡湯。
季初黃蜂勢如破竹，穩穩占著東區前半段名次（最高達到東區第2），但隨著陣中大將艾尔·杰弗逊受傷，以及球員表現不理想，戰績每況愈下；直到2016年2月，黃蜂才又殺回前八。明星賽前黃蜂27勝26負。
2016年1月18日，黃蜂對上爵士的比賽，沃克得到全場最高的，同時也是生涯最高的52分外加9籃板8助攻，2OT力克爵士。52分超越格倫·萊斯在1997年3月7日所締造的48分，成為黃蜂隊史最高得分紀錄。
2016年2月16日，黃蜂、熱火、灰熊進行三方交易，灰熊送考特尼·李到黃蜂、黃蜂送 P J Hairston到灰熊、Brian Roberts到熱火。
2016年4月2日，公牛輸給活塞，因此黃蜂和熱火同時取得季後賽門票，最近三個球季以來的第二次，也是球團成軍26年以來第10度晉級季後賽。
黃蜂靠著下半季21勝8負（東區第1、全聯盟第3）的凶猛攻勢，以第6種子之姿飛入季後賽，第一輪遇上東南組龍頭熱火。儘管黃蜂前2戰兵敗邁阿密，但接下來連贏3場，率先聽牌。可惜的是黃蜂第6戰在主場輸球，回到邁阿密進行的第7戰下半場更是被熱火徹底擊潰，最終以73:106慘敗，還是無法突破首輪。

#### 2016-17年賽季：林書豪和傑弗遜的離開 讓黃蜂又無緣季後賽
該季肯巴·沃克更加銳不可擋，但林書豪以及艾爾·傑弗遜的離開影響甚巨，彷彿有道檻始終擋著這支球隊。
臺灣時間2017年4月9日，溜馬以127比112打敗魔術，確定與底特律活塞無緣季後賽門票。

#### 2017-18年賽季：「魔獸」霍華德降臨夏洛特
據NBA記者史皮爾斯報導，老鷹和黃蜂達成一筆交易，老鷹送走迪韋特·侯活還有第31順位選秀權，交易來黃蜂普朗李、马尔科·贝里内利及第41順位選秀權。
黄蜂曾在一場比赛中以140-79战胜灰熊，61分分差刷新了队史单场比赛最大分差纪录（黄蜂此前的单场最大分差纪录是52分），這也创造了NBA历史上第五大的分差纪录。
2018年4月8日，庫普切克被聘為籃球運營總裁兼球隊總經理。
黄蜂於2018年4月13日官方宣布，球队已解雇主帅史蒂夫-克利福德。本赛季常规赛，黄蜂取得了36胜46负的战绩，排名东部第10，无缘季后赛。克利福德在2013-14赛季上任黄蜂主帅，5个赛季率队共取得196胜214负的常规赛战绩，胜率为47.8%，两次打入季后赛，皆在首轮被淘汰。

#### 2018-19年賽季：布雷戈加入
馬刺助教博雷戈正在跟黃蜂談一個關於擔任下一任黃蜂總教練教練的協議。博雷戈在馬刺開始他的教練生涯，在03～10之間在球隊待了7年，之後加入了紐澳良(當時是黃蜂)擔任2年助教，以及在魔術擔任了3年的助教，他在2015回到了馬刺，博雷戈曾經有過在2015代替雅克·沃恩擔任總教練的經驗，留下了10-20的戰績，跟波波維奇長期一起工作的履歷使他成為一個熱門的教練人選，博雷戈都曾經在尼克跟太陽僱用大衛·費茲戴爾以及伊戈尔·科科斯科夫得到面試，同時老鷹跟公鹿也對他有興趣，本赛季常规赛，黄蜂取得了39胜43负的战绩，排名东部第9，連續三年无缘季后赛。
令人尷尬的是，於1995年創立的多伦多猛龙成為當賽季NBA總冠軍後，黃蜂成為自1954年後唯一一支從未晉級總決賽的NBA東岸球隊。

#### 2019-20年賽季：沃克的離去
肯巴·沃克決定離開效力8年的黃蜂，轉戰波士頓塞爾提克，黃蜂則簽下泰瑞·洛齊爾以遞補沃克的位置。

#### 2020-21年賽季：少主降臨
2020年11月18日，黃蜂在2020NBA選秀大會中以第三順位選擇了拿美路·波爾。2020年11月29日，綠衫軍把戈登·海沃德以先簽後換的方式交易給黃蜂，另外附帶兩個未來第二輪的選秀權(給黃蜂)，以換取交易例外以及未來有條件的第二輪選秀。
最終以33勝39敗進入附加賽確定對排名第9印第安那溜馬，NBA附加賽，打先鋒的黃蜂與溜馬都有傷兵在身，前者的海瓦德仍在養傷，後者則臨陣傳出勒佛特（Caris LeVert）觸發防疫規定無緣出賽，而賽果意外地一面倒，由第10的黃蜂以117比144慘敗，結束賽季。

#### 2021-22年賽季
最終以43勝39敗進入附加賽確定對排名第10亞特蘭大老鷹，贏家將對附加賽的敗隊克里夫蘭騎士，爭取最後一張東區季後賽門票。黃蜂從一開賽就被老鷹壓著打，第一節結束就以9分差落後對手，第二節單節黃蜂勉強追回1分，但第三節黃蜂被老鷹一波狂攻，使黃蜂防守毫無招架之力，狂取42分，黃蜂再也無力追趕，比賽也就此奠定勝基，終場黃蜂103比132慘敗給老鷹，連續兩年都在附加賽落敗。
黃蜂官方發表聲明，將解除總教練博雷戈（James Borrego）的執教任務。黃蜂也成了湖人、國王之後，聯盟第3支主帥出缺的球隊。

#### 2022-23年賽季
原本已達成協議將職掌教鞭，阿特金森（Kenny Atkinson）臨時反悔，聲稱因家庭因素決定繼續留在勇士任助教。當時另一位進入決選的迈克·德安东尼遂成為熱門，不過最新消息是黃蜂選擇吃回頭草。確定找回曾經2013年到2018年在隊上當教頭的克里佛（Steve Clifford）以三年合約外加第四年選擇權回鍋黃蜂。

#### 2023-24年賽季
《ESPN》知名記者沃納洛斯基在台灣時間16日深夜拋出震撼彈，指出NBA傳奇球星兼夏洛特黃蜂隊老闆喬丹已經將自己持有的球團股權賣給Gabe Plotkin和Rick Schnall為首的集團，結束長達13年的黃蜂隊老闆任期。7月24日，NBA董事會批准黃蜂經營權的出售案。
2024年2月10日，庫普切克決定請辭籃球運營總裁兼球隊總經理，球隊將會同時立即展開尋找新繼任者的工作。
2024年4月3日，克利福德決定將在2023-24賽季結束後辭去主教練職務，轉而擔任前台顧問職務。
2023–24賽季，黃蜂以21勝61敗的戰績，無緣季後賽。

#### 2024-25年賽季
2024年5月9日，夏洛特黃蜂隊正式宣佈曾擔任亞特蘭大老鷹、密爾沃基雄鹿和波士頓凱爾特人首席助理教練查爾斯·李以四年合約擔任黃蜂總教練。他在凱爾特人隊贏得NBA總冠軍後於7月1日正式上任。
2024–25賽季，黃蜂以19勝63敗的戰績，無緣季後賽。

## 球隊發展時間線
1) 1988年：夏洛特黃蜂成立。
2) 2002年：夏洛特黃蜂搬遷至紐奧良，創立紐奧良黃蜂。
3) 2004年：夏洛特山貓創立。(原夏洛特黃蜂搬遷至紐奧良後，夏洛特已沒有球隊。)
4) 2013年：紐奧良黃蜂改名紐奧良塘鵝。
5) 2014年：由於2013年紐奧良黃蜂改名紐奧良塘鵝，黃蜂一名騰空，夏洛特山貓改回夏洛特黃蜂，並接收1988-2002夏洛特黃蜂紀錄。
6) 由於按城市接收紀錄，2002-2013紐奧良黃蜂紀錄繼續由紐奧良塘鵝保有。

## 歷屆成績
詳細參見夏洛特黃蜂賽績列表

## 退休球衣號碼
| 夏洛特黃蜂 退休球衣號碼球員 |             |      |           |
| 背號                        | 球員        | 位置 | 時間      |
| 13                          | 鮑比·菲爾斯 | 後衛 | 1997–2000 |

- 夏洛特黃蜂於2000年2月9日退役了菲爾斯在夏洛特的一次車禍中喪生的號碼。他的球衣掛在夏洛特體育館的椽子上，直到球隊於2002年5月搬遷。它一直在紐奧良競技場展出，直到球隊於2013年成為鵜鶘隊。2014年11月1日，他的球衣被送回夏洛特，在那裡重新獲得榮譽，目前掛在頻譜中心。[7][8][9]

## 外部連結
- 官方網站 （页面存档备份，存于）（英文）